# Mina de coure d'Ashio
La mina de coure d'Ashio, a la prefectura de Tochigi, al Japó, és una de les mines de coure més importants del món des del final del segle xix a la meitat del segle xx. Va ser l'origen d'una de les més importants contaminacions de la història, als anys 1880, i les condicions d'explotació dels menors provoquen importants disturbis l'any 1907. Les diferents lluites que han tingut lloc al voltant de la mina són símbols encara recordats en els moviments socials al Japó.

## Història

### Explotació
La mina d'Ashio que pertanyia al shogunat Tokugawa ha estat explotada almenys des del començament del segle xvi, pertanyent. Produïa als anys 1600 fins a 1500 tones per any, xifra que va disminuir progressivament fins a la clausura l'any 1800. Després que la seva explotació fos industrialitzada sota l'era Meiji, va ser revenuda a un propietària privada l'any 1871. A continuació va ser comprada per Furukawa Ichibei, i als anys 1880 la producció augmenta considerablement i ateny 2286 tones l'any 1884, un 68 % del total de la producció de les mines de Furukawa i el 26 % de la producció de coure del Japó.
La mina s'ha modernitzat progressivament, però l'any 1885, es va inundar, a causa de defectes tècnics en la seva explotació. Després es va actualitzar gràcies a un contracte monopolístic amb la Jardine Matheson Company, que volia obligar els productors francesos a augmentar els seus preus. La producció és progressivament mecanitzada, amb la instal·lació de foneries hidrometal·lurgiques, d'ascensors, d'un ferrocarril elèctric, moguts per màquines a vapor o energia elèctrica produïda per una turbina hidroelèctrica instal·lada per la companyia per al seu ús exclusiu. Finalment, es va instal·lar un convertidor Bessemer l'any 1893. La producció augmenta: 4090 tones l'any 1885, 7547 l'any 1891 (any rècord), i una producció anual mitjana de 5635 tones per al període de 1885 a 1907.

### Contaminació

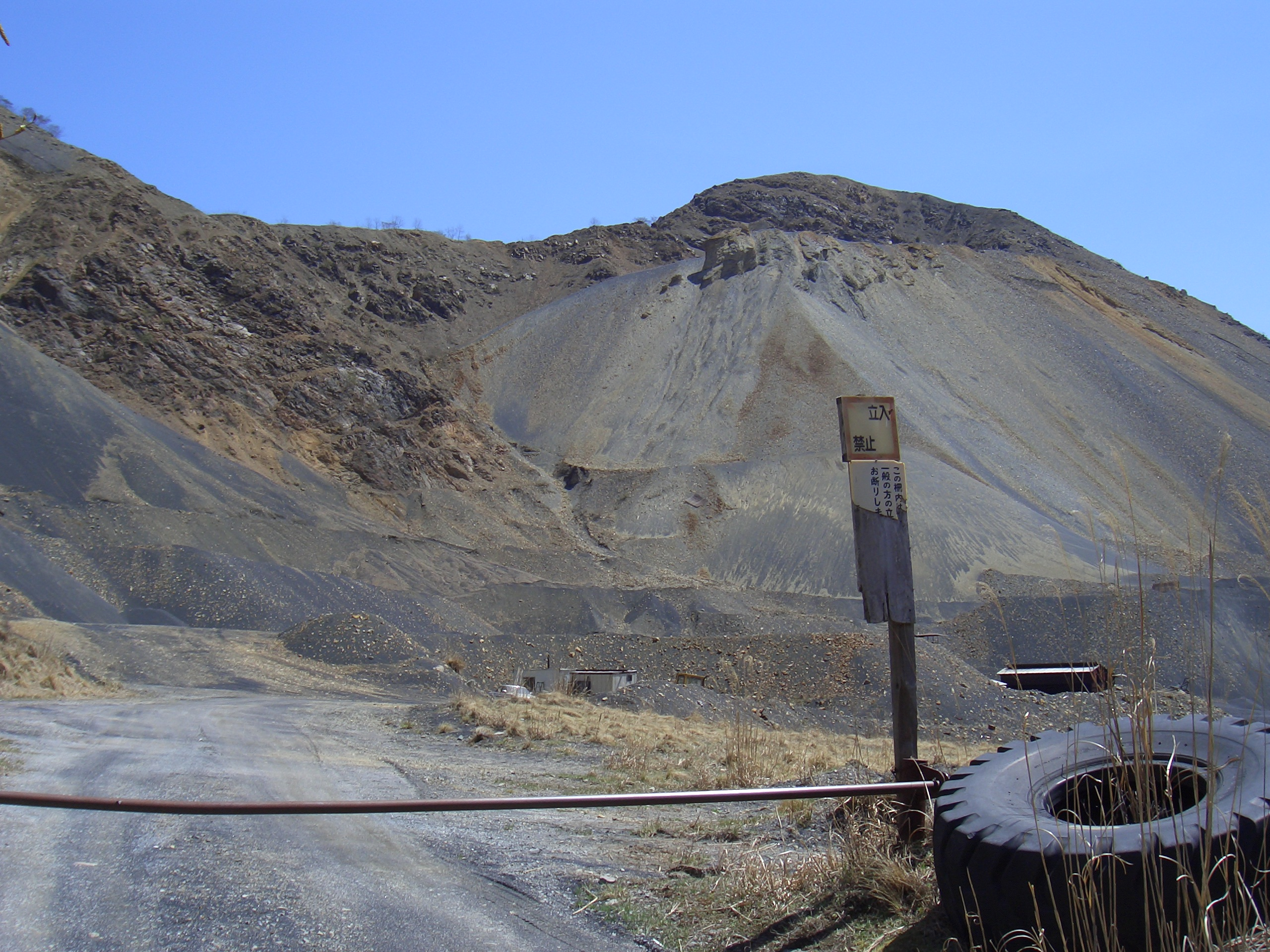
Una muntanya veïna de la mina, totalment estèril encara avui

L'explotació i el drenatge de la mina parlen d'una important contaminació dels rius veïns a partir de 1878, com el riu Watarase. Aquesta contaminació de gran amplitud (més de 100.000 ha tocades per la contaminació encara un segle després), els danys que causa a medi ambient, provoquen un moviment de protesta interminable. En intervenir al moment del naixement dels sindicats independents, provoca una interacció particular al Japó entre lluita sindical i lluita antipol·lució.
A partir del final de 1884, el fum contenint diòxid de sofre provoca la mort de tota vegetació sobre les muntanyes del voltant. Sense protecció, el sòl és esgotat a continuació fins a ser totalment abocat al riu Watarase i formar-hi un dipòsit contaminant d'un espessor de cinc peus (aproximadament 1,5 m) contenint coure, arsenic, plom, cadmi, zinc. En total, 300 hectàrees de terreny queden completament pelades fins al substrat rocós; 1050 hectàrees, esterilitzades; i 12.200 hectàrees de boscos, destruïts. L'agost de 1885, els peixos del riu Watarase moren massivament, a causa dels abocaments de noves maquines. En total, 28 pobles veïns queden arruïnats, per la contaminació de 1.600 ha de terres agrícoles que queden inexplotables.

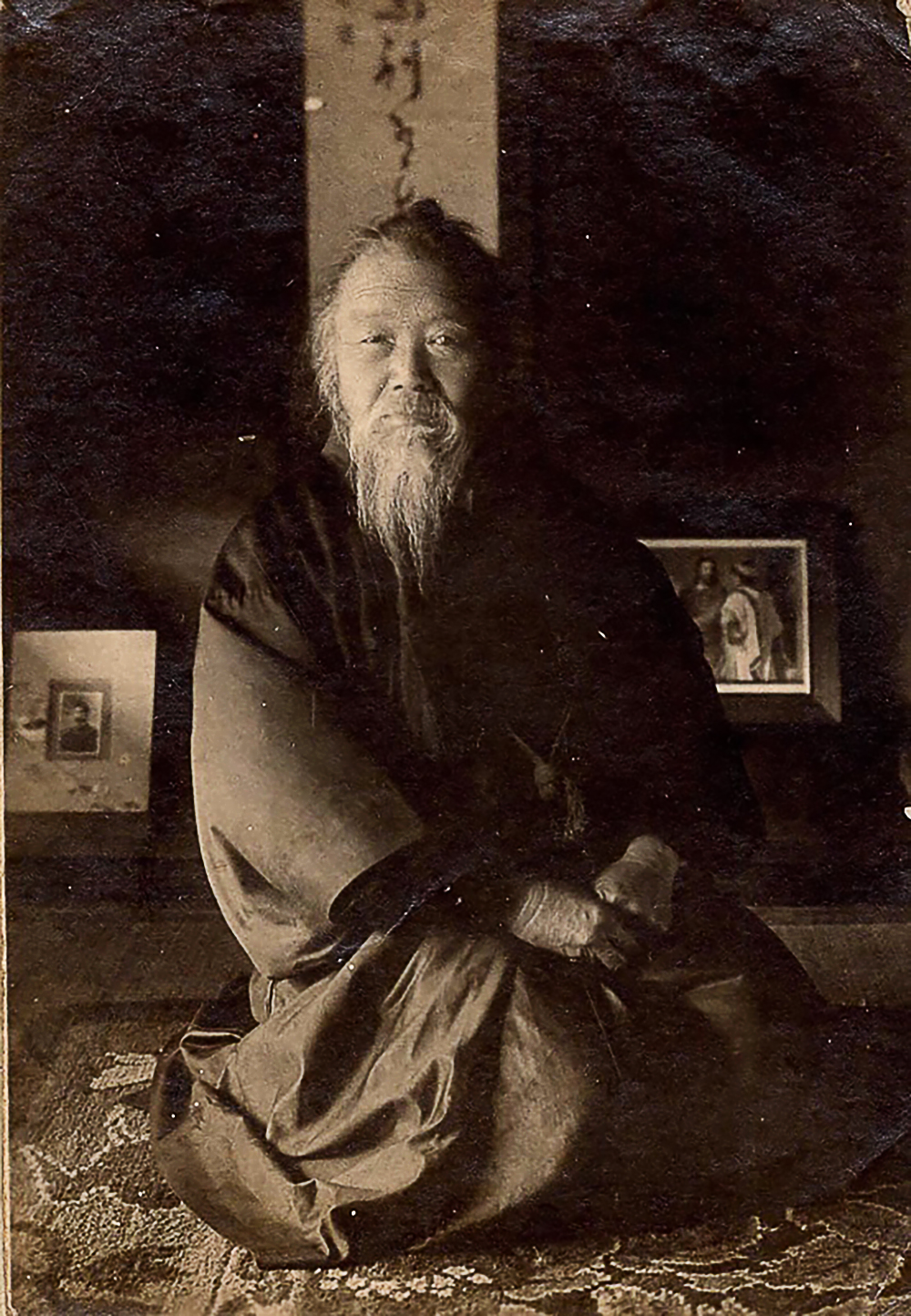
Shōzō Tanaka, lider del moviment de resistència a la contaminació de la mina de coure

Els pagesos apel·len al governador al final de 1890. Al començament de 1891, els pagesos de diversos pobles s'organitzen en un Fòrum per al salvament d'Ashio (Ishio kôdoku kyûsai kôenkai). Es publiquen estudis sobre l'emmetzinament dels sòls, però són confiscats pel govern. La Cambra dels diputats examina la qüestió de la clausura de la mina però no pot decidir abans la fi de la sessió. Es prometen indemnitzacions per la companyia explotadora de la mina, cosa que canvia l'actitud de les associacions de pagesos. Les demandes del diputat Shōzō Tanaka, elegit a la regió, són rebutjades pel govern, que reconeix no obstant això implícitament els danys i el seu origen. Els enllaços entre la família Furukawa i diversos membres del govern són nombrosos i forts (així, el fill del ministre d'Afers estrangeres, Junkichi Mutsu, és adoptat per Ichibei Furukawa). La mina, una de les rares en un país sense recursos naturals, tenia una importància estratègica per al govern japonès per les exportacions de coure que li permetien finançar les importacions d'acer per fabricar armes.
Algunes indemnitzacions es fan efectives. El febrer de 1892, se signa un acord entre la companyia Furukawa i el sindicat d'usuaris de les aigües, al qual la companyia es compromet a instal·lar equips de prevenció, i que prohibeix tota nova reclamació fins a juny 1896. Les indemnitzacions pagades per la companyia als pagesos corresponen aproximadament al 5 % dels ingressos anuals produïts per les terres pol·lucionades.
Més greu, les pluges de setembre de 1896 provoquen riuades dels rius Watarase, Tone i Edo, que inunden una gran ciutat, cinc prefectures, dotze províncies, i 136 pobles: una superficie total de 46.723 hectàrees. Les destruccions i pèrdues provocades per aquestes inundacions van tenir un cost de 23 milions d'iens, o sigui vuit vegades la xifra anual de negoci de la mina. Tanaka marxa de gira per les zones destruïdes per les inundacions, i crea el primer moviment de contestació de masses del Japó. Una grup de 2.000 pagesos marxa cap a la capital, i malgrat els obstacles i la policia antidisturbis, 800 arriben a manifestar-se a Tòquio el febrer de 1897. El 27 de març, 3.000 manifestants trenquen les barreres de la policia per a reunir-se a Tòquio. Diversos comitès es posen en marxa per desviar l'atenció de l'opinió pública. El govern eximeix d'impostos 25.000 ha pol·lucionades i intenta imposar mesures anti-contaminació a Furukawa, però les inundacions de 1898 provoquen una catàstrofe encara pitjor que la de 1896, ja que vessa l'estany de sedimentació. El 26 de setembre, més de 11.000 pagesos marxen per exigir mesures d'ajuda a Tòquio, però només 2500 arriben a Hogima.
Una investigació demogràfica portada l'any 1900 mostra una taxa de mortalitat que s'ha duplicat des de l'obertura de la mina, i igualment dues vegades més elevada que a la resta del Japó. Novament, milers de pagesos prenen la carretera per manifestar-se a Tòquio, i s'enfronten amb la policia, que deté més de 100 persones a Kawagama. 51 són jutjades per disturbis, i 29 condemnades. A partir de juny, Tanaka i alguns periodistes elaboren el projecte d'una crida pública a l'Emperador. Dimiteix del seu mandat de diputat, i intenta acostar-se directament a l'emperador Meiji a la seva sortida del consell dels ministres, el 10 de desembre de 1901, esperant un escàndol per a aquesta violació de l'etiqueta, o ser mort o ferit per a amplificar-la. L'Emperador i el Primer ministre són informats de la situació, però l'èxit de l'operació resideix més en l'eco que la lluita dels pagesos d'Achio suscita a l'opinió pública. El 27 de desembre, un grup de 700 a 800 universitaris, professors i estudiants de 40 escoles i universitats diferents, fan un viatge de suport a Ashio per protestar contra la contaminació de la mina, sent el primer moviment d'estudiants que té una certa amplitud. Es nomena un segon comitè d'invertigació, que imposa algunes noves mesures anti-contaminació a la mina, aixeca les deduccions d'impostos sobre les terres polucionades (d'un 15 a un 80 % per a un cost de 23.000 iens anuals al pressupost nacional), que no beneficia que als pagesos propietaris, i preveu la construcció de grans estanys de retenció, implicant el trasllat de diversos pobles cap a Hokkaido.

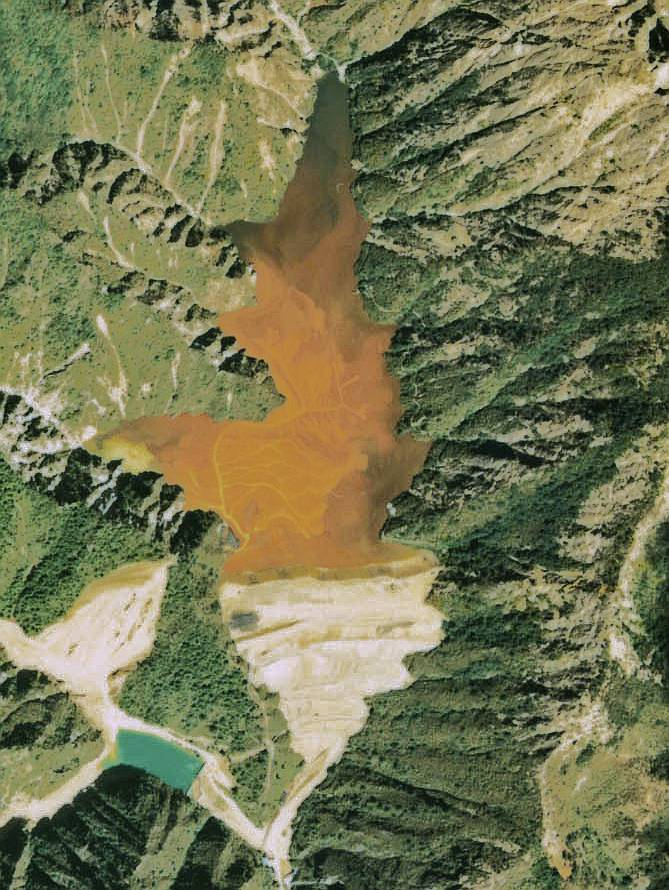
L'estany de decantació de Sunokobashi, l'any 1976

La guerra russo-japonesa provoca una dislocació del moviment de protesta, i l'any 1905, el poble de Yanaka és desallotjat i destruït. La zona pol·lucionada és ofegada sota un llac d'embassament, construït entre 1910 i 1927 amb un cost de 12 milions d'iens, el govern imposa així brutalment un fi al combat al voltant d'aquesta contaminació. Shōzō Tanaka mor l'any 1913.

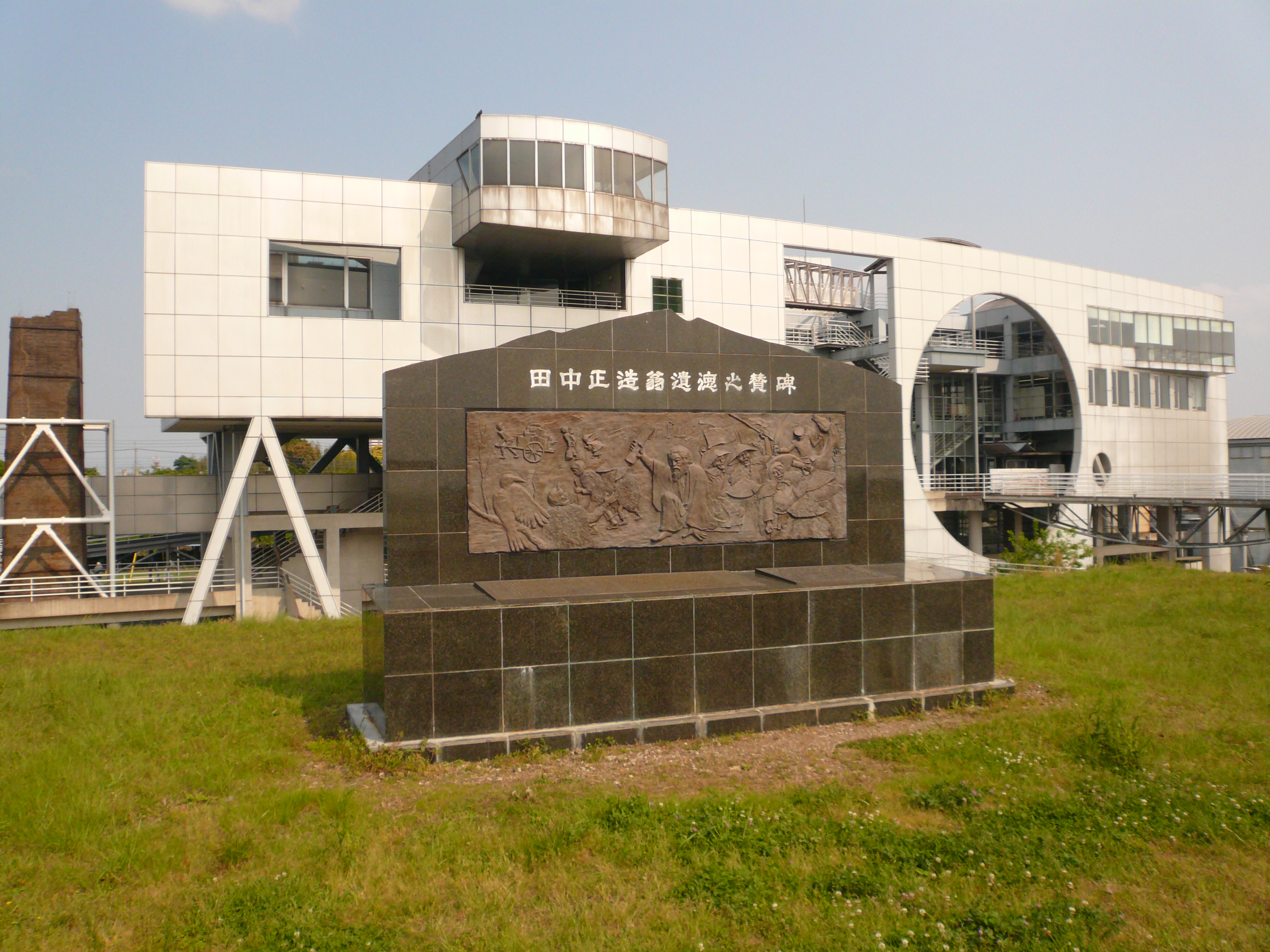
Estel en memòria de Shōzō Tanaka.

No obstant això, els estanys eren massa petits per contenir les brutals precipitacions que queien sobre les despullades muntanyes, i cada pagès va haver de construir el seu propi estany de retenció, sovint sobre els seus propis diners o feblement ajudat per l'Estat. La inundació provocada per l'huracà Katrin l'any 1947 provoca problemes fins a Tòquio, i desenes de milions d'iens van haver de mobilitzar-se per resoldre el problema. La companyia Furukawa va construir catorze estanys de retenció, però un d'ells, l'estany de Gengorozawa, cedeix el 30 de maig de 1958. El temps era tranquil, i queda clar que l'empresa és responsable. Els 2.000 metres cubics de residus s'emporten tres vies ferrees, però sobretot es precipiten als camps no protegits, tots els sistemes d'irrigació oberts: 6.000 hectàrees queden contaminades. Aquesta nova contaminació provoca manifestacions i noves mesures governamentals,entre les quals la instauració d'una vigilància de la contaminació del riu Watanabe. Després de negociació, el govern imposa la taxa de 0,06 ppm (part per a mil) de coure a l'aigua com llindar tolerable, sobre una mitjana anual, mentre que el delegat dels habitants desitja un 0,01. A més, els altres contaminants no són mesurats, i les collites d'arrossos de 1970 i 1971 són pol·lucionades de cadmi. Es posa en marxa un procés, i la mina tanca el febrer de 1973. La fàbrica continua no obstant això tractant mineral importat.
En realitat, la contaminació provocada per l'explotació de mineral de coure contenint sofre no es podia haver combatut a l'època, les tècniques necessàries no eren conegudes. L'eliminació total del sofre ha estat realitzada l'any 1955. L'acció dels pagesos d'Ashio empeny no obstant això el govern a imposar mesures d'allunyament als pagesos que viuen al voltant d'altres mines del Japó, i mesures que limiten la contaminació. Des del començament de la posada en explotació de la mina de Hitachi, l'any 1907, la companyia de Fusanosuke Kuhara compra les terres que estima quedaran pol·lucionades.
L'any 1974, el govern arbitra el conflicte i imposa pagar 1,5 mil milions d'iens a 971 víctimes de la contaminació al cadmi (o sigui aproximadament 10,7 milions de dòlars), que és la primera indemnització que la companyia paga en més de 100 anys de conflicte (les sumes pagades abans ho eren a títol de donació)
El ministeri de l'Agricultura i Boscos va gastat 10 mil milions d'iens (aproximadament 69 milions de dòlars) per restaurar el bosc, però 3.000 hectàrees queden estèrils, els sòls havien desaparegut. Un pla de 1977 avalua el cost total en 130 mil milions d'iens (900 milions de dòlars) el cost total de la revegetalització de la zona, en un llarg període. A més, la zona queda sempre sota l'amenaça de 14 estanys de retenció, que sempre poden cedir si el manteniment és relaxa, o en cas de seismes o pluges importants.
La contaminació provocada per la mina d'Ashio i el combat per a una justa indemnització són emblemàtiques al Japó i a Àsia

### Moviments socials
Als anys 1900, un sindicat inspirat pel Manifest Comunista, revolucionari i sense enllaços amb els sindicats oficials, va ser constituït a la mina d'Ashio amb el nom d'Associació fraternal dels miners del Japó. El final de la Guerra russojaponesa suposa una degradació de la condició obrera i una ona de vagues. No podent obtenir les millores que volia per la negociació, el sindicat llança una vaga per la millora dels salaris i contra les condicions d'explotació dels obrers. Dura del 4 al 7 de febrer de 1907. El propietari de la mina, sostingut pel ministre de l'Interior Hara Takashi que hi té interessos, crida l'exèrcit. Els obrers colpegen un dels directors, s'apoderen d'armes i de dinamita que utilitzen per fer saltar certes instal·lacions. Els combats van durar diversos dies i fan diversos morts, entre els quals el director de la mina.
Aquesta vaga és emblemàtica per al moviment obrer al Japó, i després, la mina queda en un lloc destacat de les lluites socials. L'abril de 1921, esclata una nova vaga, sostinguda per Heibei Takao.
Igualment, a la mina d'Ashio s'ha reconegut la silicosi com una malaltia professional. Al començament del segle xx, la silicosi era encara assimilada a la tuberculosi, i anomenada yoroke pels miners. Podia provocar l'acomiadament dels miners per malaltia professional. Diversos estudis contribueixen a donar-la a conèixer millor. Alguns funcionaris progressistes del ministeri de l'Interior encomanen un estudi, realitzat l'any 1921 i 1923, a una dotzena de mines, entre les quals Ashio. L'any 1925, Komiya Yoshitaka, jove metge membre del Grup d'investigació de medicina social (Shakai igaku kenkyûkai), realitza un estudi molt complet sobre la silicosi entre els miners d'Ashio. Aquests estudis treuen l'any 1930 una circular que reconeix la silicosi com a malaltia professional del miner. No obstant això, per evitar pagar indemnitzacions per a malaltia professional als miners malalts, els dirigents de la mina prefereixen acomiadar els malalts (un terç dels acomiadaments als anys 1930). Un temps oblidada a causa de les guerres (Segona Guerra sinojaponesa, després la Segona Guerra Mundial), la qüestió de la silicosi ressorgeix l'any 1946 amb la creació de l'Assemblea municipal per al redreçament de la mina (Kôzan kukkô chômin daikai). L'acció de diferents metges i comitès va desembocar en un projecte de llei, rebutjat per la Cambra i per l'ocupant americà l'any 1950. Un segon projecte de llei és adoptat l'any 1955, malgrat l'oposició del sindicat patronal.
La mina d'Ashio és abandonada l'any 1973.